# دارمشتات-ارهایلگن
دارمشتات-ارهایلگن (به آلمانی: Darmstadt-Arheilgen) یک منطقهٔ مسکونی در آلمان است که در دارمشتات واقع شده‌است. دارمشتات-ارهایلگن ۱۷٬۱۲۲ نفر جمعیت دارد.